# Demogenes
Demogenes Simon, 1895 è un genere di ragni appartenente alla famiglia Thomisidae.

## Distribuzione
Le due specie note di questo genere sono diffuse in Nuova Guinea e nelle isole Andamane

## Tassonomia
Non sono stati esaminati esemplari di questo genere dal 2005.
A giugno 2014, si compone di due specie:
- Demogenes andamanensis (Tikader, 1980) — Isole Andamane (Oceano Indiano)
- Demogenes lugens (Thorell, 1881)[2] — Nuova Guinea